# Котс (острів)
Котс (англ. Coats) — острів на півночі Гудзонської затоки, належить Канаді.

## Географія
Площа 5 498 км². Входить до складу району Ківаллік провінції Нунавут. На острові немає постійних поселень. Рельєф острова низовинний, найвища точка острова (185 метрів над рівнем моря) знаходиться на північному, скелястому березі, між мисами Пембрук (Pembroke) та Префонтейн (Prefontaine). Північна частина острова складена докембрійськимі метаморфічними породами, південна — палеозойськими осадовими породами (вапняк, пісковик). На півдні переважають заболочені ділянки.

## Тваринний світ
З 1920 року на острові знаходиться заповідник, місцеве поголів'я північних оленів охороняється. Коли на сусідньому острові Саутгемптон було винищена популяція карибу, олені Котса використовувалися для її відновлення. На скелях північної частини острова гніздяться короткодзьобі кайри (близько 30 тис. особин). Там же і на довколишніх дрібних островах мешкають моржі.

## Історія
Острів отримав свою назву на честь Уїльяма Котса (William Coats) — капітана Компанії Гудзонова Затоки. З 1727 по 1751 рік він періодично відвідував дану територію. У 1860-х роках американськими китобої, що займалися тут промислом, було підтверджено, що Котс є островом. З серпня 1920 року по серпень 1924 року на острові знаходилася факторія Компанії Гудзонова Затоки. У той час там проживали наскільки сімей іннуїтов, деякі з них приплили туди на човнах з острова земля Баффіна.